# Cool and Crazy
| Recensione | Giudizio |
| ---------- | -------- |
| AllMusic   |          |

Cool and Crazy è un album a nome Shorty Rogers and His Orchestra Featuring The Giants, pubblicato dalla casa discografica RCA Victor Records nel novembre del 1953.

## Tracce

### LP
Lato A
Musiche di Shorty Rogers.
1. Coop De Graas – 2:57 – Registrato il 26 marzo 1953 a Hollywood, California
2. Infinity Promenade – 3:34 – Registrato il 26 marzo 1953 a Hollywood, California
3. Short Stop – 3:16 – Registrato il 26 marzo 1953 a Hollywood, California
4. Boar-Jibu – 3:36 – Registrato il 26 marzo 1953 a Hollywood, California

Lato B
Musiche di Shorty Rogers.
1. Contours – 3:26 – Registrato il 2 aprile 1953 a Hollywood, California
2. Tale of an African Lobster – 3:23 – Registrato il 2 aprile 1953 a Hollywood, California
3. Chiquito loco – 3:29 – Registrato il 2 aprile 1953 a Hollywood, California
4. Sweetheart of Sigmund Freud – 2:39 – Registrato il 2 aprile 1953 a Hollywood, California

- Durata brani ricavati dal CD pubblicato nel 1998 dalla RCA Records (743216310582)

## Formazione
- Shorty Rogers – tromba
- Conrad Gozzo – tromba
- Maynard Ferguson – tromba
- Tom Reeves – tromba
- John Howell – tromba
- Milt Bernhart – trombone
- Harry Betts – trombone
- John Haliburton – trombone
- John Graas – corno francese
- Gene Englund – tuba
- Art Salt – sassofono alto
- Bud Shank – sassofono alto
- Jimmy Giuffre – sassofono tenore
- Bob Cooper – sassofono baritono
- Marty Paich – pianoforte
- Curtis Counce – contrabbasso
- Shelly Manne – batteria

Note aggiuntive
- Bob Bach – note retrocopertina album originale[2][3]